# Конторка
Конто́рка (рос. Конторка) — селище у складі Тарногського району Вологодської області, Росія. Входить до складу Ілезського сільського поселення.

## Населення
Населення — 113 осіб(2010; 281 у 2002).
Національний склад (станом на 2002 рік):
- росіяни — 99 %